# Menahem Blondheim
Pour les articles homonymes, voir Blondheim.
Menahem Blondheim, né le 12 mai 1954 à Jérusalem, est un entrepreneur et universitaire israélien, professeur de communication et études américaines à l'université hébraïque de Jérusalem, spécialiste des problèmes d'innovation et de diffusion des nouvelles technologies.

## Biographie
Menahem Blondheim est diplômé en communications de l'université hébraïque de Jérusalem et de l'université Harvard. Il a consacré une partie de ses recherches à poursuivre l'œuvre d'Harold Innis, professeur canadien d'économie politique à l'université de Toronto et l'auteur d'ouvrages de référence sur les médias et la théorie de la communication, dans le domaine de la compréhension des environnements médiatiques en tant que transformés par la technologie. Intéressé par cet apport principal de l'« École de Toronto », qu'il a souhaité approfondir, il a aussi été entrepreneur dans le domaine des communications numériques.
Devenu professeur à l'université hébraïque de Jérusalem, il a ensuite pris la tête du département d'étude des communications. Ses ouvrages les plus connus traitent de la régulation des médias dans le temps, vue sous l'angle de la technologie. Il a aussi étudié l'histoire des communications au sein de la diaspora juive, jusqu'au mouvement des start-up des années 1990.
Conseiller de Steven Spielberg pour la numérisation d'œuvres cinématographiques, il est par ailleurs président de The Harry S Truman Research Institute for the Advancement of Peace, fondé en 1965 en honneur du président américain éponyme.